# Папский скудо
Папский скудо (итал. scudo pontificio) — денежная единица Папской области, имевшая хождение до 1866 года. Делился на 100 байокко, которые в свою очередь делились на 5 кваттрино. Также в разное время существовали:
- гроссо, равный 5 байокко,
- карлино, равный 7½ байокко,
- джулио и паоло, равные по 10 байокко,
- тестон, равный 30 байокко,
- доппия, равная 2 скудо,
- квадрупла, равная 4 скудо.

Помимо Папского государства в целом, монеты чеканили и отдельные его составляющие. Номинал везде был одинаковым, кроме Болоньи: байокко из Болоньи (известный как болоньино) делился на 6 кваттрино.
В 1798 году французскими войсками была установлена Римская республика. Республика продолжала чеканить монеты, называемые байокко и скудо; ряд территорий Папской области в этот период также чеканили монеты с символикой Римской республики.
В 1808 году Папская область была аннексирована Францией, и официальной денежной единицей территории стал французский франк. После восстановления власти пап в 1814 году папский скудо также был восстановлен в правах денежной единицы, однако теперь чеканка монеты была полностью сосредоточена в руках государства. Когда в ходе революции 1849 года на территории Папской области вновь была на некоторое время установлена республика, монеты чеканились централизованно, а также в Анконе.
В 1866 году скудо был заменён лирой, равной итальянской лире; обменный курс был 5,375 лир за 1 скудо.

## Монеты
В конце XVIII века в обращении находились медные монеты достоинством в 1 кваттрино, и в ½, 1, 2, 2½ и 5 байокки, биллоновые монеты достоинством в 1, 4, 8, 12, 25 и 50 байокки, а также в 1 и 2 карлино, серебряные монеты достоинством в 1 гроссо, 1 и 2 джулио, 1 тестоне и 1 скудо, и золотые монеты достоинством в ½ и 1 цехина, а также в 1 и 2 доппии. Отдельные города чеканили монеты тех же достоинств, за исключением Болоньи, которая дополнительно чеканила серебряные монеты достоинством в 12 байокко, ½ скудо и 80 болоньино, а также золотые монеты достоинством в 2, 5 и 10 цехинов.
Существовавшая в 1798—1799 годах Римская республика чеканила медные монеты достоинством в ½, 1, 2 и 5 байокко, а также серебряную монету достоинством в 1 скудо.
После повторного введения папского скудо в обращение в 1814 году биллоновые монеты больше не использовались, вышли из обращения также монеты некоторых других достоинств. Теперь чеканились медные монеты достоинством в 1 кваттрино, ½ и 1 байокко, серебряные монеты достоинством в 1 гроссо, 1 и 2 джулио и 1 скудо, а также золотые монеты достоинством в 1 доппиа. В 1830 году в обращение вновь была введена серебряная монета достоинством в 1 тестоне, а в 1832 году — достоинством в 50 байокко.
В 1835 году в обращение был введён новый набор монет, и убраны из обращения все названия монет кроме кваттрино, байокко и скудо. Теперь чеканились медные монеты достоинством в 1 кваттрино, а также в ½ и 1 байокко, серебряные монеты достоинством в 5, 10, 20, 30 и 50 байокко и в 1 скудо, а также золотые монеты достоинством в 2½, 5 и 10 скудо. Возникшая в 1849 году Римская республика чеканила медные монеты достоинством в ½, 1 и 3 байокко, и серебряные монеты достоинством в 4, 8, 16 и 40 байокко. После реставрации папской власти были введены в обращение медные монеты достоинством в 2 и 5 байокко.

## Банкноты
С 1785 года S. Monte Della Pieta' di Roma ввёл в обращение бумажные деньги номиналом от 3 скудо до 1500 скудо. С 1786 года Banco di S. Spirito di Roma начал выпускать банкноты номиналом от 3 скудо до 3000 скудо. В 1798—1799 годах Римская республика выпускала банкноты различных номиналов, включая 3 и 40 байокко, 8, 9 и 10 паоло. В XIX веке банкноты выпускались казначейством Папской области.